# Tanacetopsis submarginata
Tanacetopsis submarginata là một loài thực vật có hoa trong họ Cúc. Loài này được (Kovalevsk.) Kovalevsk. miêu tả khoa học đầu tiên năm 1962.